# بريت روبنسون
بريت روبنسون (بالإنجليزية: Brett Robinson)‏ هو منافس ألعاب قوى أسترالي، ولد في 8 مايو 1991 في كانبرا في أستراليا.

## وصلات خارجية
- بريت روبنسون على موقع الاتحاد الدولي لألعاب القوى (الإنجليزية)
- بريت روبنسون على موقع النتائج التاريخية لألعاب القوى الأسترالية (الإنجليزية)
- بريت روبنسون على موقع أوليمبيديا (الإنجليزية)
- بريت روبنسون على موقع اللجنة الأولمبية الأسترالية (الإنجليزية)